# ایرانشاه (دلفان)
ایرانشاه (دلفان)، روستایی از توابع بخش خاوه شهرستان دلفان در استان لرستان ایران است.
در این زوستا یک تاریخ مشهور وجود دارد به نام سالی که هشمت کشته شد و تمامی اهالی این روستا برای مشخص کردن زمان از سال کشته شدن هشمت استفاده میکنند

## جمعیت
این روستا در دهستان کاکاوند غربی قرار دارد و براساس سرشماری مرکز آمار ایران در سال ۱۳۸۵، جمعیت آن ۶۲ نفر (۹خانوار) بوده‌است.